# Ennatuurlijk
Ennatuurlijk is een Nederlands warmtebedrijf, opgericht in 2014 als vennootschap. Het levert warmte aan meer dan 85.000 particuliere en zakelijke klanten via warmtenetten. Het hoofdkantoor is gevestigd in Eindhoven.
Het bedrijf distribueert voornamelijk warmte die is vrijgekomen bij productieprocessen en afvalverbranding, of is opgewekt 
met biogas. De grootste warmtenetten bevinden zich in Tilburg, Breda, Enschede, Leeuwarden, Maastricht en Eindhoven.  

## Geschiedenis
Het warmtebedrijf van Essent ging in februari 2014 verder onder de naam Ennatuurlijk.
In 2015 sloten de Limburgse gemeenten Stein, Beek en Sittard-Geleen een samenwerkingsovereenkomst met Ennatuurlijk voor de oprichting van het duurzame warmtebedrijf Het Groene Net.
Het bedrijf nam in 2016 het warmtenet over van de gemeente Hengelo, en ging een samenwerking aan met Overijsselse duurzame energieleverancier Twence.
In 2018 is Ennatuurlijk begonnen met de aanleg van de warmtebaan in Enschede: een uitbreiding van het bestaande warmtenet van Enschede van bijna 8 kilometer, waarmee niet alleen de bestaande netten aan elkaar gekoppeld worden, maar de duurzame warmte ook beschikbaar komt voor 50% van de stad. In 2019 is het warmtenet in Enschede uitgeroepen tot het duurzaamste warmtenet van Nederland. 

## Rechtszaak
Na de overgang van Essent naar Ennatuurlijk bleek dat klanten in Tilburg een veel hogere jaarafrekening ontvingen wegens een forse verhoging van de kosten voor het vastrecht, en met inachtneming van de Warmtewet, die voorschrijft dat stadswarmte niet duurder mag zijn dan gas, werd er in  2015 een rechtszaak aangespannen tegen het bedrijf.
Na een strijd van bijna drie jaar, werd de gedupeerden een afbouwregeling aangeboden. Bewoners bouwen in drie jaar tijd ruim 150 euro aan flexibele aansluitbijdrage af. Deze deal ging door toen ruim 70 procent van de bewoners ermee instemden, waarna de rechtszaak niet doorging.
Een aantal bewoners in de wijk Reeshof, die al 30 jaar in de wijk wonen, en gesteund werd door de gemeente Tilburg, was het daar echter niet mee eens en wil het bedrijf opnieuw voor de rechter slepen.
Ook klanten van de stadsverwarming van Ennatuurlijk in de Eindhovense wijk Meerhoven kregen hun te veel betaalde aansluitkosten terug na een uitspraak van het gerechtshof in Den Bosch.